# Jean-Christophe Chaumette
Jean-Christophe Chaumette, né en 1961, est un écrivain français dont les romans et nouvelles appartiennent à la littérature de l'Imaginaire, à l’exception d’un roman historique publié sous le pseudonyme de Chris Jensen.

## Œuvres

### Fantasy

#### Romans
- Le Neuvième Cercle (Fleuve Noir Anticipation) en six tomes, 1990-1991
  - L'Homme-Requin  (ISBN 2-265-04401-6)
  - La Cité sous la terre  (ISBN 2-265-04420-2)
  - Aoni  (ISBN 2-265-04436-9)
  - La Prophétie  (ISBN 2-265-04442-3)
  - Les épées de cristal  (ISBN 2-265-04468-7)
  - Le Guerrier sans visage  (ISBN 2-265-04498-9)
- Réédition du Neuvième cercle (Legend - Fleuve noir) en deux tomes, 1998:
  - Le Peuple oublié  (ISBN 2-265-06489-0)
  - L'impossible Quête  (ISBN 2-265-06490-4)
- La Porte des ténèbres (Legend - Fleuve noir), 1999  (ISBN 2-265-06606-0)
- Réédition du Neuvième cercle et ajout de tomes inédits (Éditions Voy'el) en six tomes, 2010 à 2011 :
  - Le Peuple oublié  (ISBN 978-2-916307-32-9)
  - L'impossible Quête  (ISBN 978-2-916307-36-7)
  - La Porte des ténèbres  (ISBN 978-2-916307-54-1)
  - Le réveil des Golems  (ISBN 978-2-916307-71-8)
  - Les Larmes de pierre  (ISBN 978-2-916307-82-4)
  - Les Guerriers de l'Enfer  (ISBN 978-2-916307-95-4)

#### Nouvelle
- Keffrath le Nécromant (nouvelle dans La grande anthologie de la Fantasy – Omnibus), 2003  (ISBN 2-258-05858-9)

### Fantastique

#### Romans
- Le Jeu (Collection Noire - Fleuve noir), 1989  (ISBN 2-265-04127-0)
- L'Arpenteur de Mondes (no 9237 Pocket Terreur), 2000  (ISBN 2-266-10098-X) — réédité  par les Éditions Lokomodo en 2012,  (ISBN 978-2-35900-106-8)
- Les sept saisons du Malin (2000.com - Naturellement), 2000  (ISBN 2-910-370-04-6) Le stagioni del Maligno (traduction italienne, Gargoyle Books, 2008)  (ISBN 978-88-89541-23-4)
- L'Aigle de sang (no 9266 Pocket Terreur), 2001  (ISBN 2-266-11562-6) — réédité  par les Éditions Lokomodo en 2013,  (ISBN 978-2-35900-162-4)
- Le Dieu Vampire (L’Éditeur), 2010  (ISBN 9782362010002)
- Le Maître des Ombres (Rivière Blanche), 2012  (ISBN 978-1-61227-104-0)
- Gospel (Éditions Voy'el), 2015,  (ISBN 978-2-364752-86-3)

#### Nouvelles
- La Secte (nouvelle dans Forces obscures - Naturellement), 2000
- La Voix du Printemps (nouvelle dans la revue Ténèbres), 2007
- Emet (Vérité) (nouvelle dans Les Mondes de Masterton - Rivière Blanche), 2012
- Les Contrôleurs (nouvelle dans Les Vilains Contes N° 2 - L'Ivre-Book), 2017

### Science-fiction

#### Romans
- Le Niwaâd (Legend - Fleuve noir), 1997  (ISBN 2-265-06173-5) — réédité  par les Éditions Lokomodo en 2013,  (ISBN 978-2-35900-181-5)
- Les Rats de Hamelin (Evidence éditions), 2019  (ISBN 979-10-348-1153-3)

#### Artbook
- Essaims galactiques (Éditions Voy'el), 2016,  (ISBN 978-2-364753-35-8) en collaboration avec Sébastien Hue

#### Nouvelle
- Traduction (Evidence éditions), 2017,  (ISBN 979-10-348-0447-4)

### Historique

#### Romans
- Le pays des chevaux célestes (sous le pseudonyme de Chris Jensen – Ramsay)
  - tome 1 : L'empire du dragon jaune , 2008  (ISBN 978-2-84114-971-1)
  - tome 2 : Les royaumes des steppes , 2009  (ISBN 978-2-8122-0005-2)

#### Publications
- Empire chinois contre barbares des steppes, le choc de deux civilisations (rubrique stratégie dans Histoire mondiale des conflits – Harnois), 2004

## Récompenses
- 2001 : prix Masterton du meilleur roman fantastique francophone pour L'Arpenteur de mondes
- 2002 : prix Masterton du meilleur roman fantastique francophone pour L'Aigle de sang
- 2009 : distingué comme l’auteur du meilleur roman fantastique francophone des dix dernières années par le jury du prix Masterton pour L'Arpenteur de mondes
- 2011 : prix Masterton du meilleur roman fantastique francophone pour Le Dieu vampire